# Хуан'юань
36°41′07″ пн. ш. 101°15′51″ сх. д. / 36.68531° пн. ш. 101.26429° сх. д.
Хуан'юань (також Тонгкор, кит. 湟源县, пін. Huángyuán Xiàn, трансліт. Tongkor) — один із повітів КНР у складі префектури Сінін, провінція Цінхай. Адміністративний центр — містечко Ченгуань.

## Географія
Хуан'юань у середньому лежить на висоті близько 2640 метрів над рівнем моря (перепад висот у діапазоні від 2470 до 4898 метрів) на схід від гір Жиюешань у межах Тибетського плато.

### Клімат
Повіт знаходиться у зоні, котра характеризується континентальним субарктичним кліматом. Найтепліший місяць — липень із середньою температурою 15,5 °C. Найхолодніший місяць — січень, із середньою температурою -8 °С.
| Клімат повіту Хуан'юань                            | Клімат повіту Хуан'юань | Клімат повіту Хуан'юань | Клімат повіту Хуан'юань | Клімат повіту Хуан'юань | Клімат повіту Хуан'юань | Клімат повіту Хуан'юань | Клімат повіту Хуан'юань | Клімат повіту Хуан'юань | Клімат повіту Хуан'юань | Клімат повіту Хуан'юань | Клімат повіту Хуан'юань | Клімат повіту Хуан'юань | Клімат повіту Хуан'юань |
| Показник                                           | Січ.                    | Лют.                    | Бер.                    | Квіт.                   | Трав.                   | Черв.                   | Лип.                    | Серп.                   | Вер.                    | Жовт.                   | Лист.                   | Груд.                   | Рік                     |
| Середній максимум, °C                              | 1,1                     | 4,3                     | 9,2                     | 14,3                    | 17,3                    | 20,2                    | 22                      | 21,5                    | 17                      | 12,5                    | 6,7                     | 2,1                     | 12,3                    |
| Середня температура, °C                            | −8                      | −4,3                    | 0,8                     | 6,4                     | 10                      | 13,6                    | 15,5                    | 14,9                    | 10,8                    | 5,1                     | −1,6                    | −6,8                    | 4,7                     |
| Середній мінімум, °C                               | −15,1                   | −11,4                   | −6,1                    | −0,4                    | 3,8                     | 7,9                     | 10,1                    | 9,9                     | 6,5                     | −0,1                    | −7,6                    | −13,6                   | −1,3                    |
| Норма опадів, мм                                   | 1.2                     | 1.5                     | 8.6                     | 20.1                    | 55.1                    | 68.8                    | 90.3                    | 89.2                    | 68.3                    | 20.8                    | 5.2                     | 1.5                     | 431.6                   |
| Вологість повітря, %                               | 46                      | 44                      | 45                      | 50                      | 58                      | 67                      | 72                      | 75                      | 75                      | 67                      | 58                      | 52                      | 59                      |
| -------------------------------------------------- | ----------------------- | ----------------------- | ----------------------- | ----------------------- | ----------------------- | ----------------------- | ----------------------- | ----------------------- | ----------------------- | ----------------------- | ----------------------- | ----------------------- | ----------------------- |
| Джерело: Дані метеостанції №52855 (КНР, 1991-2020) |                         |                         |                         |                         |                         |                         |                         |                         |                         |                         |                         |                         |                         |